# Тертышники
Терты́шники (укр. Тертишники) — село в Носовском районе Черниговской области Украины. Население 135 человек. Занимает площадь 0,414 км².
Код КОАТУУ: 7423886501. Почтовый индекс: 17140. Телефонный код: +380 4642.

## Власть
Орган местного самоуправления — Тертышникский сельский совет. Почтовый адрес: 17140, Черниговская обл., Носовский р-н, с. Тертышники, ул. Механизаторов, 2.